# IC 795
IC 795 је спирална галаксија у сазвјежђу Береникина коса која се налази на листи објеката дубоког неба у Индекс каталогу.
Деклинација објекта је + 23° 18' 19" а ректасцензија 12h 28m 31,3s. Привидна величина (магнитуда) објекта IC 795 износи 14,5 а фотографска магнитуда 15,3. IC 795 је још познат и под ознакама CGCG 128-91, CGCG 129-1, PGC 41026.